# Jarnages
Jarnages è un comune francese di 537 abitanti situato nel dipartimento della Creuse, nella regione della Nuova Aquitania.

## Storia

### Simboli
Il maschio dell'oca (in francese jars) è un'arma parlante con riferimento al nome del comune.

## Società

### Evoluzione demografica
Abitanti censiti